# کبه‌نی
کبه‌نی (انگلیسی: Kebeney) یک کوه آتشفشانی در شبه‌جزیره کامچاتکای کشور روسیه است.